# Voïevodivka
Voïevodivka (en ukrainien : Воєво́дівка) ou Voïevodovka (en russe : Воево́довка) est un village du Donbass en Ukraine qui se trouve dans l'oblast de Louhansk et fait partie administrativement du conseil municipal de Sievierodonetsk. Il comptait 562 habitants en 2010.

## Géographie
Le village est situé entre les villes de Sievierodonetsk et Roubijné. La petite rivière de Borovaïa, affluent du Donets, coule à côté. Il s'étend sur 3 km2. 

## Histoire

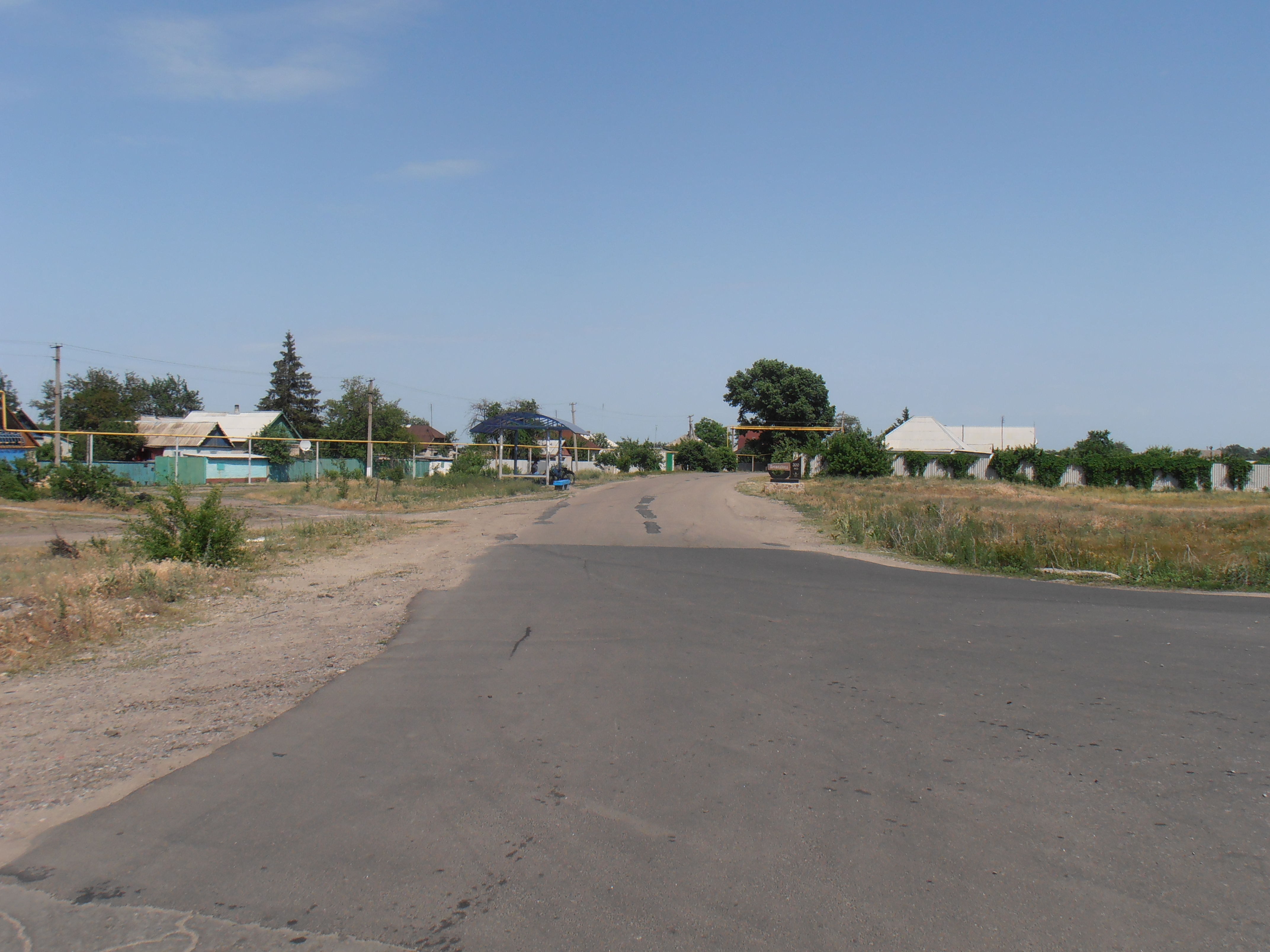
Rue de la Coopérative.

Le village a été fondé en 1707. Il se trouvait au début sur la rive gauche de la Borovaïa près du Donets. L'académicien Hildenstadt qui voyage dans ses régions en 1774 écrit qu'« à 14 verstes de Krasnianka en aval du Donets se trouve Voïevodovka. » Et il est alors juste sur la rive gauche de la Borovaïa. Selon les historiens locaux, il pourrait y avoir plusieurs raisons au transfert du village. Peut-être que le cours des rivières a changé ou, lassés des inondations constantes, les habitants se sont déplacés vers la rive droite de la rivière, généralement plus raide.
Le village de Slavianoserbia est fondé en 1753 sur la rive droite de la rivière, tandis que le comte Guendrikov reçoit en sa possession des terres sur la rive gauche du Donets. C'est lui qui fait construire autour de 1760 l'église Saint-Michel-Archange. Le village abritait en 1757, environ 80 foyers. En 1757, le général-en-chef Guendrikov achète à Egor Smolianikov deux moulins avec leurs terres autour. Le recensement de 1778 compte 160 hommes et 148 femmes habitant à Voïevodovka. 
Il fait partie depuis 1997 du conseil municipal de Sievierodonetsk. Son nom a été ukrainisé en 2014. Le village est gazéifié depuis 2006. Les troupes de la république populaire de Lougansk aidées de militaires russes se seraient emparées du village le 11 mai 2022.

## Lieux à visiter
- Monument en l'honneur du tricentenaire de la fondation du village, d'après les dessins de B. Romanov et S. Boïtenko[4].
- Église Saint-Nicolas de rite orthodoxe (patriarcat de Moscou), construite en 2009.
- Monument aux morts et tombes militaires de soldats soviétiques morts au combat en 1943. La sculpture date de 1953[5].

## Rues
- Кооперативная, de la Coopérative
- Подгорная, du mont
- Полевая, du champ
- Школьная, de l'école
- Жовтневая, Jovtnevaïa
- Новая, nouvelle